# Сенадор-Амарал
Сенадор-Амарал (порт. Senador Amaral) — муниципалитет в Бразилии, входит в штат Минас-Жерайс. Составная часть мезорегиона Юг и юго-запад штата Минас-Жерайс. Входит в экономико-статистический микрорегион Позу-Алегри. Население составляет 5896 человек на 2006 год. Занимает площадь 151,135 км². Плотность населения — 39,0 чел./км².

## История
Город основан 28 апреля 1992 года.

## Статистика
- Валовой внутренний продукт на 2003 год составляет 16 256 139,00 реалов (данные: Бразильский институт географии и статистики).
- Валовой внутренний продукт на душу населения на 2003 год составляет 2932,20 реалов (данные: Бразильский институт географии и статистики).
- Индекс развития человеческого потенциала на 2000 год составляет 0,722 (данные: Программа развития ООН).

## География
Климат местности: горный тропический. В соответствии с классификацией Кёппена, климат относится к категории Cwb.